# Wdrożenie systemu
Wdrożenie systemu – etap cyklu życia systemu, polegający na instalacji i dostosowaniu oprogramowania do produkcyjnej infrastruktury technicznej, a także migracji danych i uruchomieniu systemu informatycznego.
Prawidłowe wdrożenie systemu wymaga przygotowania dokumentacji powykonawczej, która powinna obejmować:
- dokumentację dla użytkownika
- dokumentację dla administratora systemu

## Podstawowe etapy procesu wdrożenia
- Przygotowanie dokumentacji powykonawczej
- Przygotowanie i skonfigurowanie infrastruktury technicznej
- Testowa migracja danych
- Testy migracji oraz systemu w zakresie zmigrowanych danych
- Zainstalowanie i skonfigurowanie systemu informatycznego do eksploatacji
- Testy w zakresie konfiguracji systemu i infrastruktury technicznej produkcyjnego systemu informatycznego
- Produkcyjna migracja danych
- Uruchomienie produkcyjne systemu - rozpoczęcie pracy przez użytkowników

## Strategie wdrażania systemu
- całościowa – polega na implementacji nowego systemu i równoczesnej rezygnacji ze starego systemu. To najwygodniejsze i najmniej kosztowne rozwiązanie, o ile wdrażany system był poprawnie wykonany. Wadą jest brak odwrotu od nowego systemu, ponieważ stary już nie istnieje. Strategia ta jest obarczona wysokim ryzykiem.
- cząstkowa – wdrażanie o mniejszym stopniu ryzyka, ale może generować większe koszty od strategii całościowej. Bezpieczna implementacja w przypadku dużych systemów informatycznych, polega na wdrażaniu po kolei części systemu. Wyróżnia się podział:
  - geograficzny
  - funkcjonalny
- równoległa – jednoczesne przetwarzanie danych w starym i nowym systemie. Jest to najbardziej bezpieczna strategia, ale również najdroższa. Może być konfliktogenna z uwagi na grupy pracowników pracujących na starym i nowym systemie, na ich różne wymagania.

Kluczowym elementem wdrożenia z perspektywy prawa jest wprowadzenie systemu do organizacji, firmy, czy instytucji przez przekazanie licencji, praw autorskich i w szczególności prawa własności. W praktyce prawo własności pozostaje czasem przy wdrażającym, dostawcy usług, względnie producencie systemu. Wówczas jednak mamy do czynienia ze świadczeniem systemu w formie usług (np. hostingu lub najmu).